# Alleuscelus deletangi
Alleuscelus deletangi is een keversoort uit de familie bladrolkevers (Attelabidae). De wetenschappelijke naam van de soort werd in 1924 gepubliceerd door Hustache.